# リオ・プラタノ生物圏保護区
リオ・プラタノ生物圏保護区（リオ・プラタノせいぶつけんほごく）は、ホンジュラスのカリブ海に面した生物圏保護区である。その名の通り、プラタノ川（リオ・プラタノ）流域を対象とした保護区で、グラシアス・ア・ディオス県、コロン県、オランチョ県にまたがっており、この国最大の熱帯雨林地域を含んでいる。1980年にユネスコの生物圏保護区、1982年にユネスコの世界遺産に登録された。

## 概要
プラタノ川は全長100kmの川で、流域にはホンジュラス最大の熱帯雨林が残る。16世紀以降スペイン人らがアメリカ大陸に入植したあとも、熱心に開拓されることはなく、先住民族のミスキート人、ガリフナ、タワカ、ペチ人らが細々と暮らす余り人の分け入らない地として、その環境が守られてきた。
流域には熱帯雨林、サバナ、湿地帯、川辺のマングローブ林、山地のマツ林など、多彩な植生になっているが、平地は少なく、登録地域の90％が山地である。植物種はライトヤシ、マホガニー、ゲッケイジュ、カラパ、フミヨマツが多い。

## 動物相
- 哺乳類 - ベアードバク、オオアリクイ、ジャガー、ジェフロイクモザル（英語版）の亜種のAteles geoffroyi vellerosus（英語版）、クチジロペッカリー（英語版）、ピューマ、オセロット、ジャガランディ、マーゲイ、オナガカワウソ、ノドジロオマキザル（英語版）（Cebus imitator）、マントホエザル（英語版）などのほか、沿岸部にはアメリカマナティーも棲息している[2]。
- 爬虫類・両生類 - ワニの一種であるコビトカイマン、アメリカワニ、数種の毒ヘビおよびアカウミガメ、オサガメ、アオウミガメ、タイマイ[2]など126種。
- 鳥類 - ヒワコンゴウインコ（英語版）、コンゴウインコ、オオホウカンチョウ、ヒメオウギワシ（英語版）、オウギワシ、ズグロハゲコウ、トキイロコンドルなど411種[2]。
- 魚類 - Joturus pichardi（英語版）など[2]。

## 考古遺跡
生物圏保護区としての価値に関わるものではないが、保護区内の川底からは「色塗られた石」と呼ばれる彫刻を施された石が発見されている。また、古代マヤの幻の都市「白い町」（シウダー・ブランカ）もこの一帯にあったのではないかともいわれている。

## 世界遺産

### 登録基準
この世界遺産は世界遺産登録基準のうち、以下の条件を満たし、登録された（以下の基準は世界遺産センター公表の登録基準からの翻訳、引用である）。
- (7) ひときわすぐれた自然美及び美的な重要性をもつ最高の自然現象または地域を含むもの。
- (8) 地球の歴史上の主要な段階を示す顕著な見本であるもの。これには生物の記録、地形の発達における重要な地学的進行過程、重要な地形的特性、自然地理的特性などが含まれる。
- (9) 陸上、淡水、沿岸および海洋生態系と動植物群集の進化と発達において進行しつつある重要な生態学的、生物学的プロセスを示す顕著な見本であるもの。
- (10) 生物多様性の本来的保全にとって、もっとも重要かつ意義深い自然生息地を含んでいるもの。これには科学上または保全上の観点から、すぐれて普遍的価値を持つ絶滅の恐れのある種の生息地などが含まれる。

### 危機遺産登録
ニカラグア政府がホンジュラスとの国境付近でミスキート人の大規模な入植を推進したことや、貧しいメスティーソが入植したことで、森林資源の過剰な伐採、川の水産資源の乱獲などの問題が起こるようになった。さらには密猟なども横行し、貴重な生態系が危機にさらされたことから、1996年に「危機遺産」リストに加えられた。
危機遺産リストからは2007年に一度取り除かれたが、ホンジュラス政府の要請によって2011年の第35回世界遺産委員会で再び危機遺産リストに加えられた。その背景には、違法伐採、密猟、土地の不法占有が直接的な原因としてあるが、さらには、遺産を管理しているホンジュラス政府が、治安の悪化と麻薬の密輸に労力を割かざるを得なくなり、管理しきれなくなっていることも背景として挙げられる。